# Międzynarodowe Stowarzyszenie Bibliotekarstwa Szkolnego
Międzynarodowe Stowarzyszenie Bibliotekarstwa Szkolnego, IASL (od ang. International Association of School Librarianship) – stowarzyszenie zrzeszające bibliotekarzy szkolnych, nauczycieli, wydawców oraz inne osoby, związane z bibliotekarstwem szkolnym. Zainaugurowano je formalnie w 1971.

## Cele IASL
Głównym celem jest rozwój bibliotek szkolnych we wszystkich krajach. Pierwsza konferencja Międzynarodowego Stowarzyszenia Bibliotekarstwa Szkolnego odbyła się w Londynie w 1971. Od tamtej pory konferencje organizowane są corocznie i odbywają się w różnych regionach świata. IASL jest członkiem Międzynarodowej Federacji Stowarzyszeń i Instytucji Bibliotekarskich (IFLA), jest powiązane z UNESCO, współpracuje z Międzynarodowym Stowarzyszeniem Czytelniczym (IRA) oraz Międzynarodową Izbą ds. Książek dla Młodych (IBBY).

## Międzynarodowe święto bibliotek szkolnych
- Międzynarodowy Dzień Bibliotek Szkolnych (ang. International School Library Day) – pierwsze obchody odbyły się 18 października 1999. Święto obchodzone było corocznie, w czwarty poniedziałek października, do 2007.
- Międzynarodowy Miesiąc Bibliotek Szkolnych (International School Library Month ) – w 2008 październik zastąpił poprzednie jednodniowe święto.

| Rok                  | Hasło polskie                                                             | Hasło angielskie                                             |
| -------------------- | ------------------------------------------------------------------------- | ------------------------------------------------------------ |
| 1999 18 października | Dzień z życia...                                                          | A Day in the Life...                                         |
| 2004 25 października | Współpraca bibliotek, czytanie i uczenie się.                             | ?                                                            |
| 2005 24 października | Odkryj przygodę!                                                          | ?                                                            |
| 2006 23 października | Czytać. Poznawać. Działać.                                                | Reading. Knowing. Doing.                                     |
| 2007 22 października | Uczenie się: Wspomagane przez twoją biblioteką szkolną                    | Learning: Powered by your school library                     |
| 2008                 | Umiejętność czytania i uczenie się w twojej bibliotece szkolnej.          | Literacy and Learning at your School Library.                |
| 2009                 | Biblioteki szkolne: Pełen obraz.                                          | School Libraries: The Big Picture.                           |
| 2010                 | Różnorodność, Wyzwanie, Elastyczność: Biblioteki szkolne mają to wszystko | Diversity Challenge Resilience: School Libraries Have it All |

## Dzień Bibliotekarzy i Bibliotek
W Polsce obchodzony jest Dzień Bibliotekarzy i Bibliotek, przypadający corocznie 8 maja. Pierwszy raz bibliotekarze świętowali w 1985, przy udziale Okręgowego Stowarzyszenia Bibliotekarzy Polskich we Wrocławiu.
Dzień ten jest symbolem pracy bibliotekarzy i świętem, w którym jest okazja do przedstawienia dokonań i zawodowych osiągnięć społeczeństwa bibliotekarskiego, jak i refleksji o tożsamości bibliotek i ich roli w budowaniu dziedzictwa kulturowego. Jest to dzień bez kar w bibliotekach.